# Parlamentswahl in Portugal 2002
- BE: 3
- CDU: 12
- PS: 96
- PSD: 105
- PP: 14

Die Parlamentswahlen in Portugal 2002 fanden am 17. März statt.
Die Wahlen waren um eineinhalb Jahre vorgezogen worden, nach dem der damalige Premierminister António Guterres in Folge des schlechten Abschneidens seiner Partei, des Partido Socialista (PS), bei den Kommunalwahlen im Dezember 2001 zurückgetreten war. Der PS zog mit dem neugewählten Vorsitzenden Eduardo Ferro Rodrigues in den Wahlkampf, Spitzenkandidat der größten Oppositionspartei war José Manuel Barroso.
Wahlsieger wurde der konservative Partido Social Democrata (PSD), allerdings mit dem bis dahin geringsten Stimmenvorsprung vor dem Zweitplatzierten (PS). Der Partido Popular (CDS–PP) kam auf den dritten Platz, während die Coligação Democrática Unitária (CDU) auf den vierten Platz zurückfiel und eines der schlechtesten Ergebnisse aller Zeiten erzielte. Der Bloco de Esquerda (BE) konnte seine Position mit einem Abgeordneten mehr leicht stärken.
Nach den Wahlen unterzeichneten PSD und CDS–PP einen Koalitionsvertrag für eine Mehrheitsregierung und José Manuel Barroso wurde vom Präsidenten der Republik, Jorge Sampaio, zum Ministerpräsidenten von Portugal ernannt.
Bei der Wahl wurden 5.473.655 gültige Stimmen abgegeben, dies entspricht einer Wahlbeteiligung von 61,48 %.

## Wahlsystem
Die Sitze in jedem Wahlkreis werden nach dem größten durchschnittlichen Methode der proportionalen Repräsentation (PR), von dem belgischen Juraprofessor Victor D’Hondt im Jahr 1899 konzipiert aufgeteilt. Obwohl es keine gesetzliche Grenzwert für die Teilnahme bei der Zuweisung der Sitze der Nationalversammlung, führt die Anwendung des D’Hondt-Verfahren zu einer De-facto-Schwelle auf Wahlkreis-Ebene.

## Wahlergebnisse
| Partei                                | Partei                                                                                                  | Stimmen   | Stimmen | Stimmen | Sitze   | Sitze |
| Partei                                | Partei                                                                                                  | Anzahl    | %       | +/−     | Anzahl  | +/−   |
| ------------------------------------- | --- | --------- | ------- | ------- | ------- | ----- |
|                                       | Partido Social Democrata                                                                                | 2.200.765 | 40,2    | +7,9    | 105     | +24   |
|                                       | Partido Socialista                                                                                      | 2.068.584 | 37,8    | −6,3    | 96      | −19   |
|                                       | Partido Popular                                                                                         | 477.350   | 8,7     | +0,4    | 14      | −1    |

Sitzverteilung und stärkste Partei in den Wahlkreisen

|                                       | Coligação Democrática Unitária - Partido Comunista Português (PCP) - Partido Ecologista Os Verdes (PEV) | 379.870   | 6,9     | −2,1    | 12 10 2 | −5 ±0 |
|                                       | Bloco de Esquerda                                                                                       | 149.966   | 2,7     | +0,3    | 3       | +1    |
|                                       | Partido Comunista dos Trabalhadores Portugueses                                                         | 36.193    | 0,7     | −0,0    | −       | −     |
|                                       | Partido da Terra                                                                                        | 15.540    | 0,3     | −0,1    | −       | −     |
|                                       | Partido Popular Monárquico                                                                              | 12.398    | 0,2     | −0,1    | −       | −     |
|                                       | Partido Humanista                                                                                       | 11.472    | 0,2     | +0,1    | −       | −     |
|                                       | Partido Nacional Renovador                                                                              | 4.712     | 0,1     | −       | −       | −     |
|                                       | Partido Operário de Unidade Socialista                                                                  | 4.316     | 0,1     | 0,0     | −       | −     |
|                                       | Bloco de Esquerda/União Democrática Popular                                                             | 3.911     | 0,1     | −       | −       | −     |
|                                       | Leeren Stimmzettel                                                                                      | 55.121    | 1,0     | −0,1    |         |       |
|                                       | Ungültige Stimmzettel                                                                                   | 52.653    | 1,0     | +0,0    |         |       |
|                                       | Gesamt                                                                                                  | 5.473.655 | 100,0   |         | 230     |       |
| Wahlberechtigte                       | Wahlberechtigte                                                                                         | 8.902.713 |         |         |         |       |
| Wahlbeteiligung                       | Wahlbeteiligung                                                                                         | 61,5 %    |         |         |         |       |
| Quelle: Comissão Nacional de Eleições | |           |         |         |         |       |